# Фен Ю (синхронна плавчиня)
Фен Ю (30 вересня 1999) — китайська синхронна плавчиня.
Чемпіонка світу з водних видів спорту 2017 року, призерка 2019 року.
Переможниця Азійських ігор 2018 року.